# Síndrome de Stickler
La síndrome de Stickler (artro-oftalmodistròfia hereditària progressiva) és un grup de trastorns genètics molt rars que afecten el teixit connectiu, concretament el col·lagen. La síndrome de Stickler és un subtipus de col·lagenopatia tipus II i XI. La síndrome de Stickler es caracteritza per anomalies facials distintives, problemes oculars, pèrdua auditiva i problemes articulars i esquelètics. Va ser estudiat i caracteritzat per Gunnar B. Stickler el 1965.

## Genètica i herència
La síndrome té diversos orígens genètics, sent els gens COL2A1, COL11A1 i COL11A2 de herència autosòmica dominant.
Les variants de la síndrome de herència autosòmica recesiva estan relacionats amb els col·lagen COL9A1, COL9A2, COL9A3

## Relació genotip - fenotip

### COL2A1
Està relacionat principalment amb el tipus 1 d'aquesta síndrome. Està relacionat amb la pèrdua de funcions del col·lagen tipus IIα1 degut a codons STOP prematurs, generant una haploinsuficiència.
Com que el col·lagen de tipus II està molt relacionat en la formació de l'humor vitri de l'ull, aquest es veurà afectat. Els pacients amb la síndrome de Stickler de tipus 1 tindran un risc elevat de patir despreniment de retina.
El col·lagen de tipus II, és el component principal del cartílag, causant en el desenvolupament embrionari i en el creixement, un desenvolupament tardà dels ossos que acabaran amb malformacions, sent les malformacions del paladar una simptomatologia típica d'aquesta síndrome.
També és present en les estructures auditives, sent responsable de la forma de la membrana timpànica, podent causar també, una pèrdua de l'oïda.
Hi han variants patogèniques on trobem mutacions sense sentit en el segon exó, aquest donarà mutacions principalment, visuals.

### COL11A1
Està relacionat amb el tipus 2. A diferència del tipus 1, aquest tindrà les afectacions principalment en els llocs d'splicing, amb variacions que poden contenir substitucions de glicines. Aquestes variacions donen generalment deleccions.
El col·lagen tipus XI no està tan relacionat amb l'humor vitri com el col·lagen tipus II. De totes maneres, la patologia d'aquest col·lagen causa fibres de mides diferents que, sovint podem trobar en l'humor formant perles.
Aquest col·lagen també està molt present en la formació del cartílag, causant craniofacials molt relacionades amb aquesta variant de la síndrome.
Les afectacions auditives són més freqüents i més greus que en el tipus 1, això és degut al fet que, el col·lagen de tipus XI està implicat en el desenvolupament de la còclea. Al no haver-se detectat cap malformació macroscòpica, es creu que es deuen a degut a la estructura atípica del col·lagen.

### COL11A2
L'afectació en aquest gen correspon al tipus 3 d'aquesta síndrome. A diferència dels dos anteriors, la cadena de col·lagen XIɑ2 no té implicació en la formació de l'humor vitri, únicament tindrà implicació al formar el cartílag.
Les mutacions que es poden donar poden ser en splicings alternatius, mutacions sense sentit o delecions.
Les afectacions principals són la pèrdua auditiva de la còclea i una degradació del cartílag articular i, per tant, les articulacions.